# مستسكي كاتو
مستسكي كاتو (باليابانية: 加藤 陸次樹) (مواليد 6 أغسطس 1997) هو لاعب كرة قدم ياباني.

## وصلات خارجية
- مستسكي كاتو على موقع رابطة كرة القدم اليابانية للمحترفين (اليابانية)
- مستسكي كاتو على موقع إي إس بي إن إف سي (الإنجليزية)
- مستسكي كاتو على موقع قاعدة بيانات كرة القدم.إي يو (الإنجليزية)
- مستسكي كاتو على موقع Soccerbase.com (لاعب) (الإنجليزية)
- مستسكي كاتو على موقع Soccerway.com (الإنجليزية)
- مستسكي كاتو على موقع عالم كرة القدم.نت (الإنجليزية)